# .abbott
.abbott là TLD dành cho hương hiệu được ủy quyền trong Chương trình gTLD mới của ICANN. Người nộp đơn và người quản lý TLD là Abbott Laboratories. Kiến nghị được đề xuất đã thành công và được ủy quyền cho vùng DNS gốc vào ngày 7 tháng 3 năm 2015.